# Andrés Felipe Torres
Andrés  Torres Sepúlveda (Medellín, Antioquia, 26 de junio de 1984) es un actor colombiano de cine y televisión, reconocido principalmente por interpretar los papeles de Fabián Garcés en la serie Lady, la vendedora de rosas, de Carlos Henao en Narcos, el “Topo” en Escobar el patrón del mal y de Byron en 3 milagros. En 2011 integró el elenco de la película El páramo de Jaime Osorio Márquez y en 2013 apareció en el largometraje Lo azul del cielo.

## Filmografía

### Cine
- 2015 - Tiempo perdido
- 2013 - Lo azul del cielo
- 2013 - Koko
- 2011 - El páramo
- 2011 - La vida era en serio

### Televisión
- 2021 - La Reina del Flow
- 2017 - 2091
- 2016 - Narcos
- 2015 - Lady, La vendedora de rosas
- 2014 - Metástasis
- 2014 - El corazón del océano
- 2013 - La selección
- 2012 - Corazones blindados
- 2012 - Escobar: El patrón del mal
- 2011 - 3 Milagros
- 2011 - Correo de inocentes
- 2010 - Rosario Tijeras
- 2008 - Vecinos
- 2008 - El cartel de los sapos
- 2008 - Cómplices
- 2007 - Pocholo